# Xaxa
Xaxa è un villaggio del Botswana situato nel distretto Nordoccidentale, sottodistretto di Ngamiland West. Il villaggio, secondo il censimento del 2011, conta 492 abitanti.

## Località
Nel territorio del villaggio sono presenti le seguenti 4 località:
- Lobala di 53 abitanti,
- Xhaba,
- Xhwiihaba Vet Camp di 8 abitanti,
- Xube di 35 abitanti